# Lesík Hajdovský
Alexandr „Lesík“ Hajdovský-Potapovič (* 27. února 1953 Praha) je český zpěvák, kytarista, skladatel a textař s ukrajinskými kořeny. Je originálním hudebníkem s rozmanitými hudebními zájmy. Začínal na bigbeatové scéně, ale postupně se zajímal o folk, lidovou hudbu, židovské písně, elektroniku a experimentování se zvukem. Účinkoval ve skupině Extempore, Švehlík, Marno Union a Marma. Spoluzaložil skupinu F.O.K., Manželé a Ester, ale věnoval se i sólovým projektům.

## Biografie
Lesík se narodil 27. února 1953 v Praze. Má sestru dvojče Kateřinu Hajdovskou-Tlustou, s níž vyrůstal v Karlíně. Má ukrajinské kořeny a pochází z hudebně založené rodiny. Dědeček z matčiny strany byl operní zpěvák Ervin Blass, kterého popravili v koncentračním táboře Mauthausen. K hudbě Lesíka přivedla matka, která sama zpívala, v hudbě ho vždy podporovala a dokonce ho přesvědčila, aby začal chodit do hudebky. Matka se naučila perfektně rusky a pracovala jako překladatelka. Dědeček z otcovy strany byl šlechtického původu a jeho rodina přišla do Československa z Ruska po roce 1917.
Lesík měl rád folkové písně, ale poslouchal třeba i Franka Zappu. Rád zpíval a hrál na kytaru a navštěvoval hudební festival Porta. První bezejmennou skupinu založil se sestrou Kateřinou, Ladislavem „von“ Braierem a Bedřichem Šváchou už v roce 1969. Fungovala jako studiová, všechny písně a pásma (operetky) vznikaly, hrály se a nahrávaly v primitivních podmínkách v karlínském bytě rodičů. Nahrávky byly de facto koláže různých zvuků, básniček, scének, fiktivních reportáží, starých písní a vlastní tvorby. Vznikly tak například operetky „Smrt Taťány“, „Zlý továrník“ nebo „Tasemnice Elisabeth“. Kolem roku 1974 se k nim připojila Lesikova manželka Mirka a kytarista Miroslav „Miki“ Jelínek. Jelínek byl mladý folkař s bohatým hudebním pozadím, který předtím zhudebňoval básně různých autorů (S. Jesenina, A. Bloka, B. Reynka, F. Halase nebo K. H. Máchy) a byl i jedním ze zakladatelů pražského Divadla na okraji. Tato nová formace dostala název F.O.K. a v roce 1974 odehrála svůj první veřejný koncert. Dochovala se jejich nahrávka pořadu Karlínský viadukt, na kterém jsou zřetelné především vlivy světového folk rocku a v některých pasážích také art rocku. Texty, jejichž autorkou je sestra Kateřinou, jsou poetickou vzpomínkou na dětství a dospívání v ulicích malebného Karlína. V roce 1978 se k nim připojili další hudebníci a společně vytvořili pořad nazvaný Sny zdravého dítěte v krizi. Tato kompozice je hudebně bohatá a prolínají se v ní všechny fáze Lesíkova hudebního vývoje. V pořadu se střídají minimalistické a art rockové pasáže s veselými kuplety, ironickými popěvky a oduševnělými šansony. Celkově to vytváří pestrý a zajímavý zvukový obraz, který zachycuje různé tváře a nálady Lesíkovy hudby.
Lesík hrál také krátce se skupinou Extempore (1973) a od roku 1977 se skupinou Švehlík, tu ale na začátku roku 1980 opustil. Měl v plánu emigrovat do Německa a začal prodávat hudební nástroje a vybavení pro muzikanty, ale později si své rozhodnutí rozmyslel. V roce 1980 se potkal s Mirkem Gärtnerem a přijal krátkodobé angažmá ve skupině Marma, ale po dvou koncertech z kapely odešel, protože ho nebavilo hrát přejaté skladby a chtěl skládat vlastní muziku. Později kolem roku 1982 založili s Mirkem novou skupinu Manželé (1982–2017), která vznikla v návaznosti na F.O.K. a vedle Lesíka a Gärtnera v ní působily jejich manželky Mirka Hajdovská a Veronika Aranka Gärtnerová. Skupina měla velmi široký tvůrčí záběr, ale nejvíce se proslavili prvním tuzemským rapovým albem Je to vono s kultovními písněmi jako „Jižák“, „Je to vono“, „Všichni hrajou dobře, jen my hrajem špatně“ nebo „Prachy“. Rap byl nicméně pro Lesíka jednorázovou záležitostí, proto se v následujícím albu Manželé 88 skupina vrátila k folkrockovým baladám a písním.
V 90. letech 20. století se Lesík zapojil do několika dalších hudebních projektů. S Pavlem Richterem obnovili v roce 1993 skupinu Švehlík a vydali album There's No Time (1995). Nicméně v červnu 1996 po úspěšném koncertu na festivalu Valašský špalíček se Lesík s Richterem pohádali a Richtera ze skupiny vyhodili. Skupina bez Richtera už žádné další album nevydala a koncerty se konaly jen zřídka. V roce 1994 Lesík zhudebnil texty Karoliny Sládkové na kazetě Kuplety. Společně se sestrou Kateřinou se vrátili k rodinným kořenům a založili skupinu Ester, která se věnovala adaptacím židovských písní. Vydali celkem tři alba: Tobě, Jeruzaléme (1996), Šalom, přátelé (1998) a Der Jiddische Samowar (2000).
Devadesátá léta 20. století byla jediným obdobím, kdy se Lesík mohl plně věnovat své vášni a dokázal se hudbou uživit, do té doby pracoval jako vychovatel. Nicméně nakonec si uvědomil, že je nutné najít si i jiný způsob obživy. Lesíkovo první sólové album Už hoří svíce vyšlo v roce 1996 v kolínském vydavatelství Zóna. Osm z deseti písní tvoří nově aranžované akusticky nahrané skladby z kazety Manželé 88. Album získalo převážně kladné recenze od kritiků. Ve stejném roce Lesík vydal další sólové album Manželé. Byl to cyklus písniček o manželství, který vznikl v podstatě už v roce 1989 jako další plánovaná kazeta skupiny Manželé.

## Diskografie
- 1991 Lesík Hajdovský a Manželé: Jižák (Bonton)[6]
- 1996 Lesík Hajdovský: Už hoří svíce (Zóna)[6]
- 1996 Lesík Hajdovský: Manželé[6]
- 2000 Lesík Hajdovský & Manželé: Namaž mi, Miruš…(Indies Records)[7]
- 2009 Lesík Hajdovský a Manželé: Je to vono (Nextera)[2]
- 2009 Lesík Hajdovský a Manželé: Kde jsme zůstali (Nextera)[6]
- 2023 Lesík Hajdovský a Manželé: Je to vono, (LP, Black Point Music)[8]